# Jiří Beran (Skilangläufer)
Jiří Beran (* 18. Januar 1952 in Náchod) ist ein ehemaliger tschechoslowakischer Skilangläufer.

## Werdegang
Beran, der für den Dukla Liberec startete, trat im Februar 1974 bei den Nordischen Skiweltmeisterschaften in Falun an. Dort belegte er den 23. Platz über 30 km, den 20. Rang über 50 km und den fünften Platz mit der Staffel. Einen Monat zuvor wurde er in Nové Město Dritter über 15 km und Zweiter über 30 km. Im folgenden Jahr errang er beim Czech-Marusarzówna-Memorial in Zakopane den zweiten Platz mit der Staffel. In der Saison 1975/76 wurde er in Ramsau am Dachstein Dritter mit der Staffel und beim Czech-Marusarzówna-Memorial siegte er mit der Staffel und belegte über 15 km den dritten Platz. Bei den Olympischen Winterspielen im Februar 1976 in Innsbruck lief er auf den 45. Platz über 30 km, auf den 15. Rang über 50 km und auf den zehnten Platz mit der Staffel. Im folgenden Jahr errang er in Kastelruth den dritten Platz über 30 km und in Nové Město den ersten Platz über 30 km. In der Saison 1977/78 gewann er bei der Winter-Universiade 1978 in Špindlerův Mlýn die Bronzemedaille über 15 km und belegte bei den Svenska Skidspelen in Falun den dritten Platz mit der Staffel. Beim Saisonhöhepunkt, den Nordischen Skiweltmeisterschaften 1978 in Lahti, kam er auf den 30. Platz über 15 km, auf den 26. Rang über 30 km und auf den sechsten Platz über 50 km. Zusammen mit Jiří Švub, Milan Jarý und František Šimon errang er dort den siebten Platz in der Staffel. Im März 1979 triumphierte er beim Tatrapokal in Štrbské Pleso über 15 km. Bei den Olympischen Winterspielen 1980 in Lake Placid lief er auf den 24. Platz über 15 km, auf den 23. Rang über 50 km und auf den 21. Platz über 30 km. In der Staffel mit František Šimon, Miloš Bečvář und Jiří Švub kam er auf den neunten Platz. Im März 1980 errang er beim Tatra Pokal in Štrbské Pleso den dritten Platz über 30 km.
Bei den tschechoslowakischen Meisterschaften siegte Beran jeweils dreimal über 30 km (1973, 1975, 1979) und 50 km (1979, 1980, 1983), einmal über 15 km (1979) und achtmal mit der Staffel von Dukla Liberec (1973–1980). Zudem wurde er über 15 km jeweils zweimal Zweiter (1977, 1978) und Dritter (1975, 1976), über 30 km viermal Zweiter (1976–1978, 1981) und dreimal Dritter (1974, 1980, 1982), zweimal Zweiter über 50 km (1976, 1981) und zweimal Zweiter mit der Staffel (1981, 1982).

## Teilnahmen an Weltmeisterschaften und Olympischen Winterspielen

### Olympische Spiele
- 1976 Innsbruck: 10. Platz Staffel, 15. Platz 50 km, 45. Platz 30 km
- 1980 Lake Placid: 9. Platz Staffel, 21. Platz 30 km, 23. Platz 50 km, 24. Platz 15 km

### Nordische Skiweltmeisterschaften
- 1974 Falun: 5. Platz Staffel, 20. Platz 50 km, 23. Platz 30 km
- 1978 Lahti: 6. Platz 50 km, 7. Platz Staffel, 26. Platz 30 km, 30. Platz 15 km